# 斬龍遇仙記 (1957年電影)
《斬龍遇仙記》（義大利語：Sigfrido: La leggenda dei Nibelunghi）是一部1957年的義大利史詩冒險片，由賈柯莫·眞蒂洛莫編劇兼導演。影片內容大致根據理察·華格納的《尼伯龍根的指環》改編而來。

## 概要
傳說中的英雄齊格菲使用一把魔法之劍與一隻巨大的火龍戰鬥。

## 主要角色
- 薛巴斯丁·費殊 飾 齊格菲
- 嘉芙蓮·美寶（英语：Katharina Mayberg） 飾 布倫希爾德
- 伊拉麗·奧仙妮（英语：Ilaria Occhini） 飾 古德倫

## 外部連結
- 互联网电影数据库（IMDb）上《斬龍遇仙記》的资料（英文）
- 香港外語電影資料網上《斬龍遇仙記 （页面存档备份，存于）》的資料 （繁體中文）